# (20661) 1999 UZ
1999 يو زد (ويعرف أيضًا باسم (20661) 1999 يو زد وفق تسمية الكوكب الصغير) (بالإنجليزية: 1999 UZ)‏ هو كويكب ضمن حزام الكويكبات؛ وترتيبه 20661 من حيث الاكتشاف.
اكتُشف هذا الجُرم الفلكي بواسطة كورادو كورليفيتش في 16 أكتوبر 1999.

## وصلات خارجية
- (20661) 1999 UZ في قاعدة بيانات مختبر الدفع النفاث لأجرام النظام الشمسي الصغيرة

- الاكتشاف · مخطط المدار ·  العناصر المدارية · المعلمات المادية

- (20661) 1999 UZ على موقع ويكي سكاي: DSS2, SDSS, GALEX, IRAS, Hydrogen α, X-Ray, Astrophoto, Sky Map, Articles and images